# Ледниковая эпоха

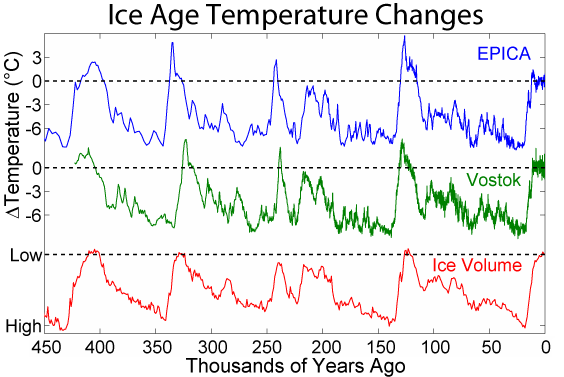
Изменения температуры и объёма льда в течение последних четырех ледниково-межледниковых циклов по данным изучения кернов льда Антарктиды на куполе С (— верхняя кривая, и станции Восток — средняя кривая, внизу — кривая изменений общего объема льда в ледниковых покровах.

Изменения температуры (синий), содержания CO_{2} (зелёный) и пыли (красный) за последние 420 000 лет по данным анализа керна льда со станции Восток в Антарктиде.

Леднико́вая эпоха (ледниковье, гляциал) — служит одним из двух (вместе с межледниковой эпохой) главных подразделений ледникового периода.
Для неё характерны длительное, непрерывное и сильное похолодание климата, разрастание покровных ледников в полярных и умеренных широтах.
Ледниковые эпохи сопровождаются понижением уровня Мирового океана на 100 м и более, за счет того, что вода накапливается в виде ледниковых покровов на суше.
Во время ледниковых эпох расширяются области, занятые многолетнемёрзлыми породами, сдвигаются в сторону экватора почвенные и растительные зоны.
Установлено, что за последние 800 тыс. лет было восемь ледниковых эпох, каждая из которых продолжалась от 70 до 90 тыс. лет. Соседние ледниковые эпохи разделялись относительно короткими (10-30 тыс. лет) межледниковьями.
Ледниковая и межледниковая эпоха вместе образуют один ледниково-межледниковый цикл.
Внутри самих ледниковых эпох выделяются ледниковые стадии (гляциалы) и интерстадиалы или интергляциалы.